# Новоишимский сельский округ (район имени Габита Мусрепова)
Новоишимский сельский округ (каз. Новоишим ауылдық округі) — административная единица в составе района имени Габита Мусрепова Северо-Казахстанской области Казахстана. Административный центр и единственный населенный пункт — село Новоишимское.
Население — 11284 человека (2009, 10152 в 1999, 12140 в 1989).